# Ferdinand Maria av Bayern

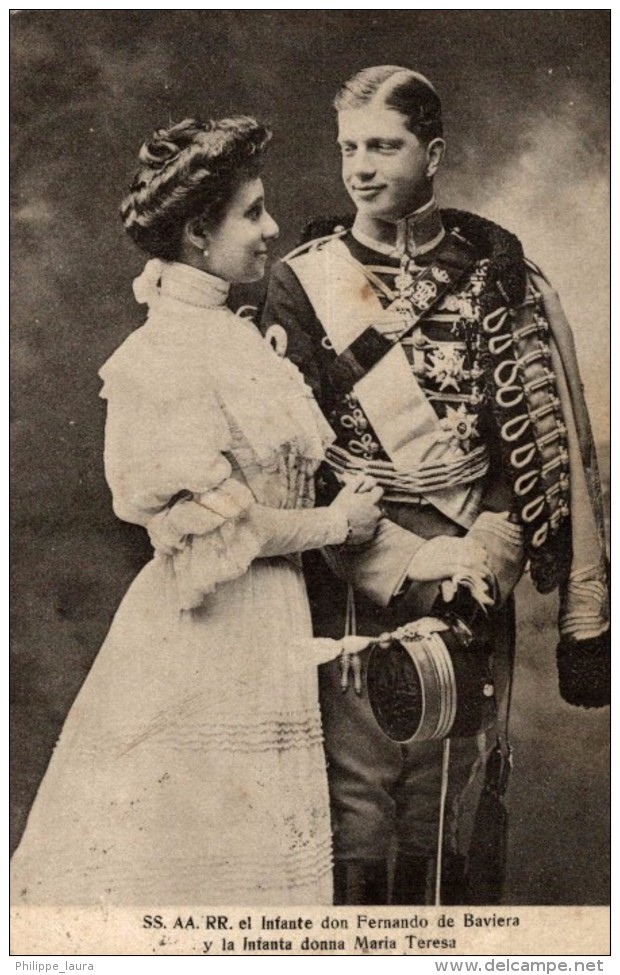
Ferdinand Maria av Bayern och infantan Maria Teresa av Spanien 1906

Ferdinand Maria av Bayern, född 10 maj 1884 i Madrid, död 5 april 1958, var son till Ludvig Ferdinand av Bayern och infantan Maria de la Paz av Spanien.
Gift första gången 1906 i Madrid med sin kusin Maria Teresa av Spanien (1882-1912), dotter till Alfons XII av Spanien och ingick ett andra äktenskap 1914 med Maria Luisa de Silva y Fernández de Henestrosa Duquesa de Talavera de la Reina, infanta av Spanien 1927 (1870-1955).

## Barn
- Luís Alfonso, infant av Spanien (1906-1983)
- José Eugenio, infant av Spanien (1909-1966); gift 1933 med Maria de la Asunción (Marisol) Solange Mesia y de Lesseps (1911-2005)
- Maria de las Mercedes, infanta av Spanien, (1911-1953); gift 1946 med furst Irakli Bagration-Moukhransky (1909-1977)
- Maria del Pilar, infanta av Spanien (1912-1918)